# Królowa (monarchini)

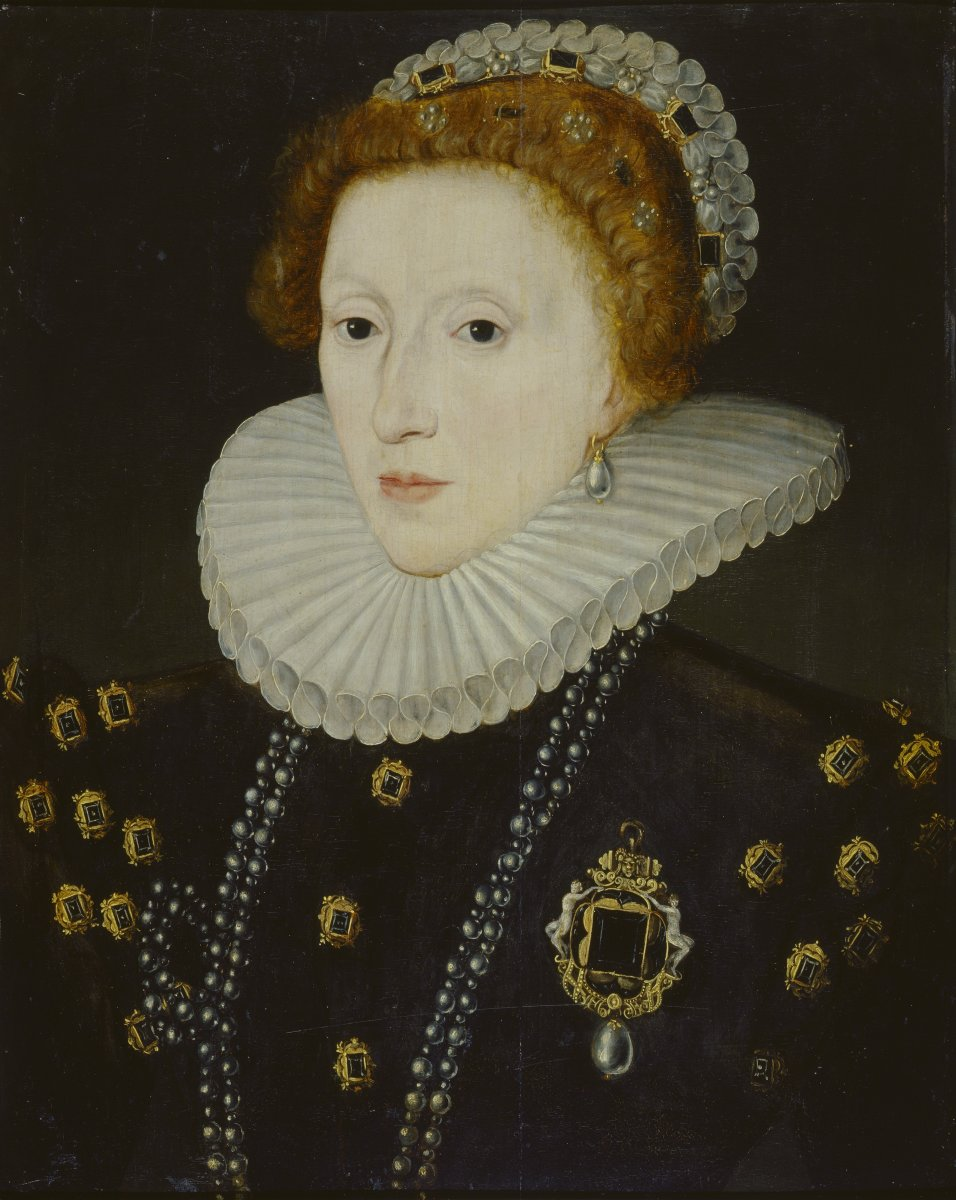
Królowa (Elżbieta I Tudor)

Królowa (królowa panująca) (analogicznie cesarzowa, wielka księżna) – kobieta będąca samodzielną monarchinią – głową państwa i której przysługuje związana z tym władza polityczna. Identyczny tytuł, jak w powyższej sytuacji, przysługuje również małżonce panującego monarchy. W polskiej terminologii nie ma bowiem wyraźnego rozróżnienia pomiędzy tymi dwiema odmiennymi funkcjami.

## Polskie wersje tytułów panujących monarchiń
- cesarzowa, np. Cesarzowa Wszechrusi Katarzyna II
- królowa, np. królowa Wielkiej Brytanii Elżbieta II
- wielka księżna, np. wielka księżna Luksemburga Szarlotta
- arcyksiężna – np. arcyksiężna Austrii Maria Teresa Habsburg
- księżna – np. księżna Parmy Maria Ludwika Austriaczka

## Historyczne monarchinie panujące samodzielnie

### Europa

#### Państwa historyczne
Cesarstwo Bizantyńskie
- Irena (752–803)
- Zoe (1025–1050)
- Teodora (1042, 1055–1056)

Cesarstwo Trapezuntu
- Teodora (1284–1285)
- Irena (1339–1341)
- Anna Anachutlu (1341, 1341–1342)

Królestwo Epiru
- Dejdamia (ok. 234–232 p.n.e.)

Królestwo Bosporańskie
- Kamasare Filoteknos (koregentka ok. 180–175/60 p.n.e.)
- Dynamis Filoromajos (47–14 p.n.e.)
- Gepaepyris (37–39)

Królestwo Jerozolimskie
- Melisanda (1131–1153)
- Sybilla (1186–1190)
- Izabela (1192–1205)
- Maria (1205–1212)
- Jolanta (1212–1228)

Księstwo Akwitanii
- Eleonora (1137–1172)

#### Państwa współczesne
Austria – arcyksięstwo
- Maria Teresa Habsburg (1740–1780)

Bośnia – królestwo
- Helena Bośniacka (Jelena Gruba)(inne języki) (1395–1398)

Chorwacja
(Patrz niżej – Węgry)
Czechy –królestwo
- Maria Teresa Habsburg (1740–1780)

Dania
- Małgorzata I (1388–1412) – królowa Danii, Szwecji i Norwegii

Niderlandy – królestwo
- Wilhelmina (1890–1948)
- Juliana (1948–1980)
- Beatrycze (1980–2013)

Gruzja – królestwo
- Rusudan I (1223–1245)
- Tamara I Wielka (koregentka 1179–1184; królowa 1184–1213)
- Tamara II(inne języki) (1744; abdykowała)

Hiszpania
- Nawarra – królestwo
  - Joanna I (1274–1305)
  - Joanna II Mała (1328–1349)
  - Blanka I (1425–1441)
  - Eleonora I (1479)
  - Katarzyna I (1483–1518)
  - Joanna III (1555–1572)
- Aragonia – królestwo
  - Petronela I (1137–1162)
  - Joanna Szalona (1516–1555)
- Kastylia – królestwo
  - Urraka (1109–1126)
  - Berengaria Kastylijska (1217; abdykowała)
  - Izabela I Katolicka (1474–1504)
  - Joanna Szalona (1504–1555)
- Hiszpania – królestwo
  - Izabela II (1833–1868)

Litwa – wielkie księstwo 
- Anna Jagiellonka (1576–1592) – wielka księżna

Luksemburg – wielkie księstwo
- Maria Adelajda (1912–1919; abdykowała)
- Szarlotta (1919–1964)

Monako – seniorat / księstwo
- Klaudyna Grimaldi (1457–1458) – seniorka Monako
- Ludwika Hipolita Grimaldi (1731) – księżna Monako

Norwegia
- Małgorzata I (1388–1412) – królowa Danii, Szwecji i Norwegii

Polska – królestwo
- Jadwiga Andegaweńska (1384–1399) – król Polski
- Anna Jagiellonka (1576–1592) – królowa/król Polski

Portugalia – królestwo
- Maria I (1777–1816)
- Maria II (1826–1828) (1834–1853)

Rosja cesarstwo
- Katarzyna I (1725–1727)
- Anna Iwanowna Romanowa (1730–1740)
- Elżbieta Romanowa (1741–1762)
- Katarzyna II (1762–1796)

Szwecja – królestwo
- Małgorzata I (1389–1412) – królowa Danii, Szwecji i Norwegii
- Krystyna Waza (1632–1654)
- Ulryka Eleonora Wittelsbach (1718–1720)

Węgry (i Chorwacja) – królestwo
- Maria I Andegaweńska (1382–1385)
- Maria II Teresa Habsburg (1740–1780)

Włochy
- księstwo Parmy i Piacenzy
  - Maria Teresa Habsburg (1740–1748)
  - Maria Ludwika Austriaczka (1814–1847)
- księstwo Lukki
  - Eliza Bonaparte (1805–1814) (także księżna Piombino)
  - Maria Ludwika (1817–1824)
- Sycylia – królestwo
  - Konstancja (1194–1198)
  - Maria I (1377–1401) (także księżna Aten)
  - Joanna Szalona (1516–1555)
- Neapol – królestwo
  - Joanna I (1343–1381)
  - Joanna II (1414–1435)
  - Joanna III Szalona (1516–1555)

Wyspy Brytyjskie
- Mercja – królestwo
  - Ethelfleda (911–918) – Pani Mercji
  - Aelfwynn(inne języki) (918) – Pani Mercji
- Wessex – królestwo
  - Seaxburh(inne języki) (672–674)
- Anglia – królestwo
  - Matylda (Pani Anglii) (1141)
  - Jane Grey (1553)
  - Maria I Tudor (1553–1558)
  - Elżbieta I Tudor (1558–1603)
  - Maria II Stuart (1689–1694)
  - Anna (1702–1707), patrz niżej jako królowa Wielkiej Brytanii
- Szkocja – królestwo
  - Małgorzata Kenneth (1286–1290)
  - Maria I Stuart (1542–1567)
  - Maria II Stuart (1689–1694)
  - Anna (1702–1707), patrz niżej jako królowa Wielkiej Brytanii
- Zjednoczone Królestwo Wielkiej Brytanii i Irlandii – królestwo
  - Anna (1707–1714)
  - Wiktoria (1876–1901)
  - Elżbieta II (1952–2022)

### Afryka
Egipt starożytny
- Nitokris (2218 – 2216 p.n.e.)
- Neferusobek (1798–1794 p.n.e.)
- Hatszepsut 1479–1458 p.n.e.)
- Neferneferuaton–Nefertiti lub Neferneferuaton–Taszerit (Jedna z nich została wyniesiona na tron jako współregent i przybrała imię Neferneferuaton) (ok. 1334–1332 p.n.e.)
- Tauseret (1192–1186 p.n.e.)
- Arsinoe II (277–270 p.n.e.)
- Berenika II (246–222 p.n.e.)
- Kleopatra I (194–180–176 p.n.e.)
- Kleopatra II (173 / 131–127 p.n.e.)
- Kleopatra III (142–101 p.n.e.)
- Berenika III (101–88, 88–80 p.n.e.)
- Kleopatra V (58–57 p.n.e.)
- Kleopatra VI Tryfajna III (57–56 p.n.e.)
- Berenika IV (56–55 p.n.e.)
- Kleopatra VII Wielka (51–31 p.n.e.)
- Arsinoe IV (48–47 p.n.e.)

Etiopia – cesarstwo
- Zauditu (1916–1930); była pierwszą kobietą na tronie cesarskim, choć wcześniej były kobiety faktycznie sprawujące władzę np. jako królowe-matki

Madagaskar – królestwo
- Ranavalona I Okrutna (1828–1861)
- Rasoherina (1863–1868)
- Ranavalona II (1868–1883)
- Ranavalona III (1883–1896)

### Azja
Armenia Mała (Cylicja) – królestwo
- Izabela I (1219–1252)

Armenia – królestwo
- Erato Artaksyda (6–12)

Chiny – cesarstwo
- Wu Zetian (690–705); jedyna oficjalna chińska kobieta-cesarz (nie cesarzowa); poza nią, chińskie władczynie rządziły jako cesarzowe wdowy, regentki itp.

Cypr – królestwo
- Charlotta (1458–1464)
- Katarzyna Cornaro (1474–1489)

Japonia – cesarstwo
- Jingū (206–269), legendarna cesarzowa;
- Suiko (554–628), pierwsza historyczna cesarzowa
- Kōgyoku (594–661), panowanie 642–645
- Kōgyoku (594–661), panowanie 655–661 (jako cesarzowa Saimei)
- Jitō (645–702), panowanie 690–697
- Gemmei (661–721), panowanie 707–715
- Genshō (680–748), panowanie 715–724 – formalnie cesarzowa Hidaka
- Shōtoku (718–770), panowanie 749–758 (jako cesarzowa Kōken)
- Shōtoku (718–770), panowanie 764–770
- Meishō (1624–1696), panowanie 1629–1643
- Go–Sakuramachi (1740–1813), panowanie 1762–1771

Izrael 
- Judea – królestwo
  - Aleksandra Salome (76–67 p.n.e.)

Państwo Seleucydów
- Kleopatra Thea (126–121 p.n.e.)

### Wyspy Pacyfiku
Hawaje – królestwo
- Lydia Liliʻuokalani (1891–1893)

Tonga
- Salote Tupou III (1918–1965)